# Arbažskij rajon
L'Arbažskij rajon (in russo Арбажский район?) è un rajon dell'Oblast' di Kirov, nella Russia europea, il cui capoluogo è Arbaž. Istituito nel 1929, ricopre una superficie di 1.416 chilometri quadrati.